# Antigny (Vendée)
Antigny és un municipi francès situat al departament de Vendée i a la regió de País del Loira. L'any 2007 tenia 1.016 habitants.

## Demografia

### Població
El 2007 la població de fet d'Antigny era de 1.016 persones. Hi havia 396 famílies de les quals 104 eren unipersonals (52 homes vivint sols i 52 dones vivint soles), 136 parelles sense fills, 136 parelles amb fills i 20 famílies monoparentals amb fills.
La població ha evolucionat segons el següent gràfic:
Habitants censats

### Habitatges
El 2007 hi havia 454 habitatges, 396 eren l'habitatge principal de la família, 30 eren segones residències i 28 estaven desocupats. 451 eren cases i 3 eren apartaments. Dels 396 habitatges principals, 315 estaven ocupats pels seus propietaris, 77 estaven llogats i ocupats pels llogaters i 4 estaven cedits a títol gratuït; 14 tenien dues cambres, 39 en tenien tres, 90 en tenien quatre i 253 en tenien cinc o més. 347 habitatges disposaven pel capbaix d'una plaça de pàrquing. A 179 habitatges hi havia un automòbil i a 197 n'hi havia dos o més.

### Piràmide de població
La piràmide de població per edats i sexe el 2009 era:
| Homes | Edats   | Dones |
| ----- | ------- | ----- |
| 0     | 95 o +  | 8     |
| 8     | 90 a 94 | 24    |
| 8     | 85 a 89 | 12    |
| 8     | 80 a 84 | 8     |
| 28    | 75 a 79 | 36    |
| 12    | 70 a 74 | 24    |
| 16    | 65 a 69 | 16    |
| 36    | 60 a 64 | 28    |
| 16    | 55 a 59 | 20    |
| 56    | 50 a 54 | 36    |
| 52    | 45 a 49 | 60    |
| 40    | 40 a 44 | 36    |
| 32    | 35 a 39 | 40    |
| 20    | 30 a 34 | 24    |
| 52    | 25 a 29 | 20    |
| 52    | 20 a 24 | 40    |
| 56    | 15 a 19 | 36    |
| 28    | 10 a 14 | 28    |
| 32    | 5 a 9   | 36    |
| 24    | 0 a 4   | 20    |

## Economia
El 2007 la població en edat de treballar era de 621 persones, 470 eren actives i 151 eren inactives. De les 470 persones actives 452 estaven ocupades (252 homes i 200 dones) i 18 estaven aturades (7 homes i 11 dones). De les 151 persones inactives 56 estaven jubilades, 46 estaven estudiant i 49 estaven classificades com a «altres inactius».

### Ingressos
El 2009 a Antigny hi havia 410 unitats fiscals que integraven 986,5 persones, la mediana anual d'ingressos fiscals per persona era de 15.949 €.

### Activitats econòmiques
Dels 55 establiments que hi havia el 2007, 1 era d'una empresa extractiva, 1 d'una empresa alimentària, 2 d'empreses de fabricació de material elèctric, 1 d'una empresa de fabricació d'altres productes industrials, 8 d'empreses de construcció, 16 d'empreses de comerç i reparació d'automòbils, 2 d'empreses de transport, 2 d'empreses d'hostatgeria i restauració, 2 d'empreses d'informació i comunicació, 6 d'empreses financeres, 2 d'empreses immobiliàries, 7 d'empreses de serveis, 2 d'entitats de l'administració pública i 3 d'empreses classificades com a «altres activitats de serveis».
Dels 14 establiments de servei als particulars que hi havia el 2009, 3 eren tallers de reparació d'automòbils i de material agrícola, 1 taller d'inspecció tècnica de vehicles, 1 guixaire pintor, 2 fusteries, 3 lampisteries, 1 electricista, 1 perruqueria i 2 restaurants.
L'únic establiment comercial que hi havia el 2009 era una botiga de mobles.
L'any 2000 a Antigny hi havia 45 explotacions agrícoles que ocupaven un total de 1.836 hectàrees.

## Equipaments sanitaris i escolars
El 2009 hi havia una escola elemental.

## Poblacions més properes
El següent diagrama mostra les poblacions més properes.